# Юдино (Островский район)
Юдино' — деревня в Бережанской волости Островского района Псковской области.
Расположена в 21 км к западу от центра города Остров и в 11 км к юго-западу от деревни Рубилово.
Численность населения деревни по состоянию на 2000 год составляла 19 человек.
До 2005 года деревня входила в состав ныне упразднённой Калининской волости с центром в д. Рубилово.